# Anthony Hardwood
Anthony Hardwood (ur. 2 lutego 1967 w Jánosháza) – amerykański aktor pornograficzny węgierskiego pochodzenia. Występował też pod pseudonimem Elmeri, Anthony Hardbody i Marko Nagy.

## Życiorys

### Kariera
Urodził się w mieście Jánosháza w komitacie Vas na zachodzie Węgier. Zadebiutował w branży pornograficznej w 1995 roku. Pod pseudonimem Marko Nagy brał udział w węgierskiej gejowskiej trylogii Kristena Bjorna: Kochankowie w ramionach (Comrades in Arms, 1995), Wampir z Budapesztu (The Vampire of Budapest, 1995) i Węgry dla mężczyzn (Hungary for Men, 1996). Wkrótce jako Elmeri pojawił się w uhonorowanej nagrodą AVN Award europejskiej wysokobudżetowej produkcji kostiumowej Private Private Gold 12: The Pyramid 2 (1996) w reżyserii Pierre'a Woodmana, Thermonuclear Sex (1996) czy Sodomania 17 (1996). Wystąpił potem w filmach amerykańskich, w tym Babysitter 9 (2001), Black Beach Patrol 10 (2001), Throat Gaggers 3 (2002), Penthouse Forum: Dirty Divas (2007) czy Double Penetration 5: The Neo Chronicles (2008).
W 2004 roku otrzymał nominację do AVN Award w trzech kategoriach: najlepszy nowy przybysz, najlepsza scena seksu grupowego - wideo w Anal Destruction of Olivia Saint (2003) z Olivią Saint, Tyce Bune, Nickiem Manning, Steve Holmesem, Dic Tracy i Johnem West oraz najlepsza scena seksu oralnego w Cum Swallowing Whores (2003) z Tyler Wood, Rickie Mastersem i Sabrine Maui. 
W 2005 roku był nominowany do AVN Award w dwóch kategoriach: najlepsza scena w parze w The 8th Sin (2004) z Sashą oraz najlepsza scena triolizmu w Lost Angels: Wanda Curtis (2003) z Angelicą Costello i Wandą Curtis.
W 2006 roku zdobył trzy nominacje do AVN Award w kategoriach: najlepsza scena seksu grupowego - film w The Devil in Miss Jones (2005) z Cameron Caine, Jessicą Jaymes, Robem Rottenem, Rachel Rotten, Mario Rossi i Savanną Samson, najlepsza scena seksu analnego w Evil Bitches (2005) z Taylor Rain oraz najlepsza scena seksu analnego w Flesh Fest 3 (2005) z Lauren Phoenix.
W 2008 roku był nominowany do AVN Award w kategorii najlepsza scena seksu analnego w Sophia Revealed (2006) z Triną Michaels.
W 2009 roku został uhonorowany AVN Award w kategorii Najlepsza scena seksu w zagranicznej produkcji w Ass Traffic 3 (2007) w reżyserii Raula Cristiana z Bonny Bon, Mugurem, Lauro Giotto, Frankiem Gunem i Nickiem Langiem.
W parodii porno Vivid Entertainment Chyna is Queen of the Ring (2012) wystąpił jako Triple H. Wziął też udział w produkcji Hustlera Cock Crazed Nymphos (2016).

### Życie prywatne
Hardwood w wywiadzie stwierdził, że uważa się za biseksualistę. Był związany z Vicky Vette (2003), Giną Lynn (2003), Nikitą Denise (2003) i Daisy Marie (2006).